# Bibliophilie
Ne doit pas être confondu avec la Bibliomanie.

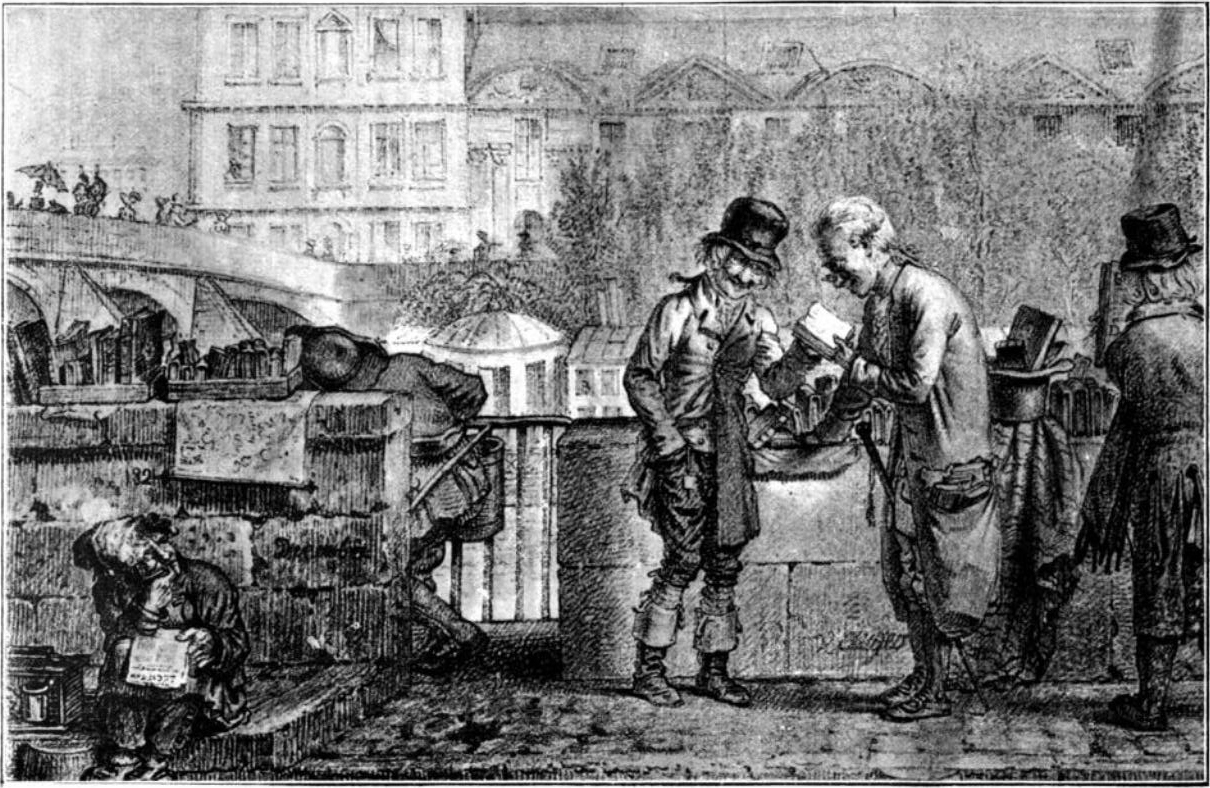
Bouquiniste sur le quai Voltaire, estampe de Jean Henry Marlet, d'après Adrien Victor Auger, 1821.

La bibliophilie est, littéralement, l’amour des livres et, plus traditionnellement, elle se manifeste par la collection de livres rares ou historiquement précieux. Mais la bibliophilie inclut également les ouvrages contemporains tels que les livres uniques, les livres d'artiste, etc.

## Définitions
La bibliophilie est l'amour « sage » de tous les livres, un amour qui existe depuis que le livre et ses ancêtres existent. Cette passion se définit souvent par le caractère même de ses sujets : les bibliophiles. Ce qui reporte et fait dériver le sens même de la bibliophilie – souvent mal définie, souvent dans la difficulté de se définir. Pourrait-on définir la musique en donnant une définition des musiciens ? Le bibliophile est un amateur de livres qui est souvent fier de sa bibliothèque et de sa collection ; un érudit qui possède de nombreux livres n'est en revanche pas nécessairement un bibliophile.
On peut considérer que les bibliophiles aiment les livres pour ce qu’ils leur apprennent alors que les bibliomanes ne sont que des collectionneurs de livres, collectionneurs compulsifs – puisqu'affectés d'une « manie ». Toutefois, selon l'encyclopédie Larousse, le bibliophile est défini comme une « personne qui aime, qui recherche les livres rares et précieux », alors que le bibliomane est une « personne qui a la passion de collectionner les livres pour leur rareté, leur reliure, etc. ». Cette nuance laisse entendre que chez le bibliophile, l'amour du livre ne va pas obligatoirement de pair avec la collection (et la « collectionite »).
On retient enfin que la bibliophilie qui recherche aujourd’hui plus que jamais identité et reconnaissance correspond à un domaine culturel « structuré » et organisé de passionnés de livres – livres anciens mais aussi livres de la bibliophilie contemporaine : livres d'artistes, livres uniques. Domaine organisé et structuré, il possède des revues et magazines qui traitent de ses sujets les plus divers, tel Le Magazine du Bibliophile en France.
Domaine défini, la bibliophilie possède une histoire et ses « héros » – les « grands » bibliophiles – qui pendant de longs siècles ont été les personnages les plus illustres de tous les royaumes. La France, elle-même, a largement contribué à l'histoire de la bibliophilie ; on la considère même souvent comme l'un des pays phares du domaine[réf. souhaitée].

## Le bibliophile et sa collection

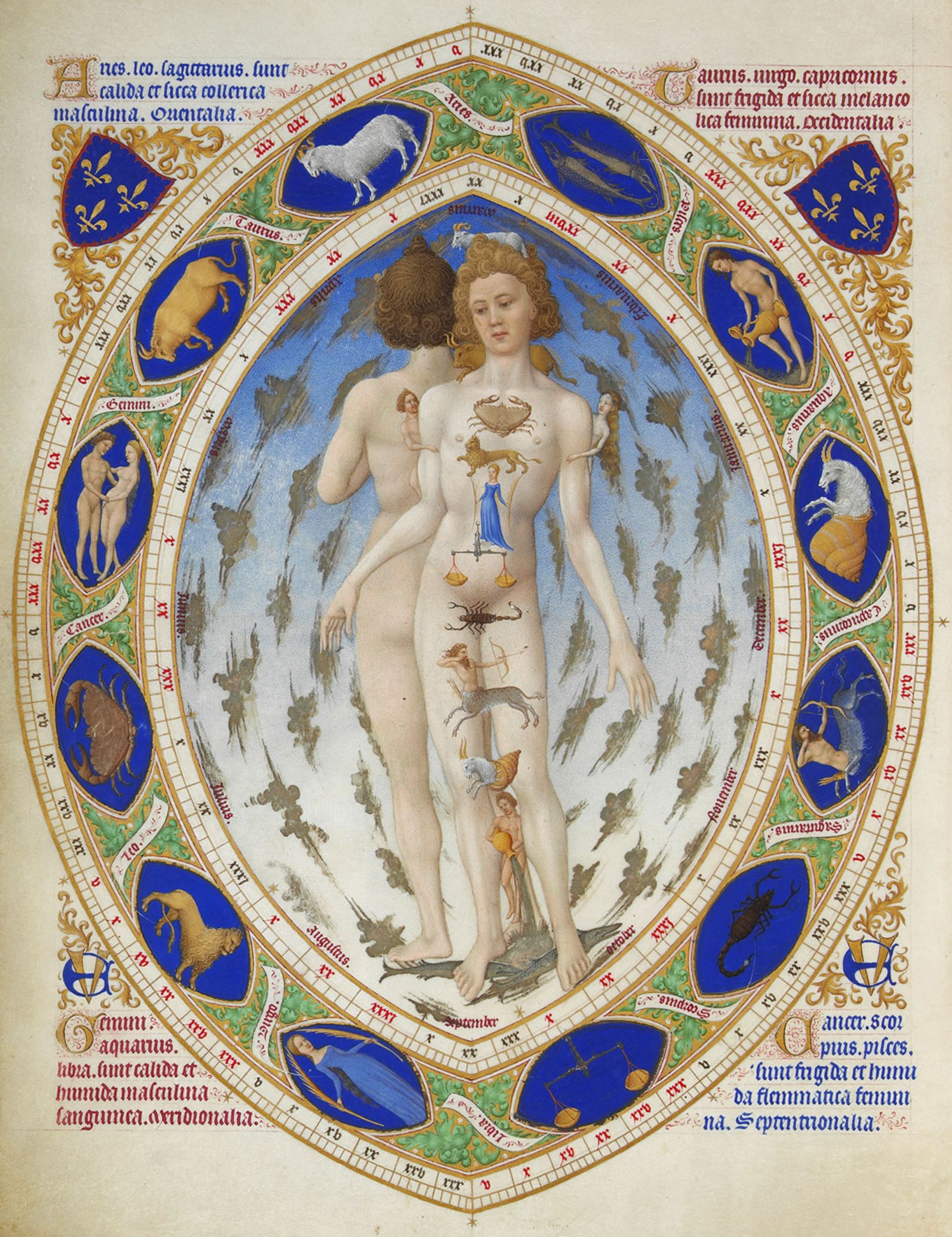
L'Homme anatomique, Les Très Riches Heures du duc de Berry, musée Condé, Ms.65, folio 14v

Les bibliophiles aiment, recherchent et conservent les livres.
La collection de livres peut s’appliquer à un domaine particulier :
- les éditions originales
- les ouvrages sur des domaines thématiques précis
- les éditions rares
- les livres avant l'imprimerie : manuscrits ; sur parchemin ou sur vélin
- les incunables
- les unica (livre connu à un seul exemplaire)
- les livres-objet
- les livres d'artiste
- les tirages restreints (sur vélin ou parchemin, sur grand papier, sur papier de Chine, du Japon, de Hollande)
- la provenance (ce livre a appartenu à …)
- les ex-libris
- le régionalisme (Languedoc, etc.)
- les illustrations
- les reliures d’art (Grolier, de Thou…)
- les reliures aux armes (livres avec armoiries)
- la qualité d’impression
- la valeur du texte (textes classiques)
- la typographie ou la maquette
- les ouvrages avec envoi
- les ouvrages en reliure d'époque
- les annotations autographes de personnes célèbres
- la notoriété de l’auteur — au sens de l’Encyclopédie de Diderot et d’Alembert
- la notoriété de l’éditeur
- etc.

## Quelques termes propres à la bibliophilie
Dans les catalogues de vente ou de bibliothèque, les notices de présentation d'ouvrages utilisent parfois un vocabulaire technique propres à la bibliophilie ou aux métiers du livre, et surtout de nombreuses abréviations :
- achevé d'imprimé : date d'impression et nom de l'imprimeur
- bas. : pour « basane » (reliure en)
- bibl. : pour « bibliothèque »
- br. : pour « broché »
- cart. : cartonnage, voir notamment « cartonnage »
- cart. éd. : pour « cartonnage d'éditeur »
- coiffe : extrémité du dos d'un livre
- chag. : pour « chagrin » (reliure)
- couv. cons. : pour « couverture conservée »
- curiosa : ouvrage tenu pour érotique
- défraichi (défr.) : qualifie une couverture, un ouvrage usé
- demi-rel. : pour « demi-reliure », dos cuir avec aplats cartonnés
- doré sur tranche : les trois tranches massicotées sont passées à la feuille d'or
- dos : partie où se trouvent inscrits le nom et le titre de l'ouvrage une fois celui-ci rangé en rayon
- emboîtage : étui de protection pour l'ouvrage
- E.O. : pour « édition originale »
- en l'état : le vendeur prévient que le livre a souffert
- ephemera : qui n'est pas un livre mais un imprimé (ex. : almanach, fascicule, pamphlet…)
- frontispice (front.) : illustration placée après le faux-titre
- grand papier : papier de qualité rare sur lequel est imprimé le texte - souvent de dimensions plus importantes que le tirage ordinaire
- hors commerce : tirage à part non vendu en librairie
- hors-texte (h-t., ht., H/T.) : se dit d'une gravure ou illustration à pleine page, pouvant être incluse entre les cahiers (non foliotée)
- in-folio : grand format (feuille simplement pliée en deux)
- marginalia : annotations manuscrites dans les marges, pouvant être autographes ou allographes
- militaria : collection de livres uniquement militaires ou relatifs aux armées
- moucheté (mouch.) : couverture ou page couverte de traces ou piqûres
- mouillures (mouill.) : ouvrage ayant été en contact avec de l'eau
- ms, mss : pour manuscrit(s)
- non-coupé : livre comprenant des cahiers cousus non massicotés - et non séparés par un lecteur
- papier marbré (ou cuve)
- percaline : tissu moiré recouvrant le plat de la reliure
- plein cuir : reliure totalement en peau
- 1er tirage : synonyme d'édition originale (certaines mentions supérieures sont fictives) ou de première impression pour les gravures
- rel. post. : pour « reliure postérieure » (à l'édition)
- rousseur (rouss.) : papier présentant des traces d'oxydation
- sans date / lieu / nom : pas d'indication de date de fabrication (s.d.), de ville (s.l.) ou d'auteur/éditeur (s.n. ou s.e.)
- tranchefile : garniture en soie cousue servant à renforcer la coiffe
- unicum (pluriel : unica) : livre connu pour être le seul exemplaire répertorié
- us. : pour « usagé » (plus que défraîchi), suivi parfois de « rare en bon état »
- vignette, petite gravure placée in texte ; cf. aussi cul-de-lampe
- vol. : pour « volume »

### Expressions
L'univers de la bibliophilie est rempli d'expressions parfois curieuses ; en voici quelques-unes :
Sous la plume d'un spécialiste, on rencontre parfois les expressions « premier », « deuxième » et « troisième rayon ». Le rayon en question est celui, au sens figuré, du libraire, du vendeur de livres et du marché de l'ancien, par exemple, lorsqu'une bibliothèque de collectionneur passe en salle des ventes. Ce secteur, au fond, renvoie aux ouvrages et aux manuscrits — car la bibliophilie embrasse aussi ce domaine —, à des objets cotés, répertoriés, bien documentés, qui circulent au gré des ventes. Le deuxième rayon, par euphémisme, concerne la production érotique, très abondante à partir du XIXe siècle, les curiosa, que les amateurs savent retrouver. Le troisième concerne la production populaire, longtemps négligée, et d'autant plus difficile à trouver en bon état qu'elle fut justement manipulée et peu considérée. Ce dernier secteur tend à se développer sensiblement quand, pour les deux premiers, la forte demande et la raréfaction de l'offre, rendent l'objet peu commun et donc très cher.
Le bibliophile « fait un chopin » quand il déniche un ouvrage rare ou en bon état au milieu d'un tas d'autres très communs, ou sans intérêts car abîmés ; on appelle ces derniers de la « drouille » ; on parle aussi de « camelotte » [sic].
Un « livre truffé » contient des documents rassemblés là par son propriétaire ou par le libraire (photographies, coupures de presse, signets, fleurs séchées, autographes, etc.).
Un « livre caviardé » désigne un ouvrage comportant des passages couverts d'encre et rendus illisibles.

## Histoire de la bibliophilie

### Aux origines
L’Antiquité n’est pas étrangère à la bibliophilie. De nombreuses sources témoignent de la précocité de celle-ci. Aristote, que Platon surnommait le « liseur », était réputé posséder une vaste collection de livres qui furent intégrés à la bibliothèque d'Alexandrie après sa mort. De même, Noé, considéré par une certaine tradition comme le premier bibliophile de l’histoire, aurait possédé tant d'ouvrages — dont un exemplaire du De nominibus animantium rédigé par Adam lui-même —, qu'il se serait refusé de les emporter avec lui dans l'arche de peur que leur poids ne fasse chavirer le navire. Ces exemples illustrent bien l’ancienneté de la chose.
Tout porte à croire que c’est en Mésopotamie, au sud du delta formé par le Tigre et l’Euphrate, dans ce qu’il convient d'appeler le « berceau de l'écriture » que seraient apparus les premiers bibliophiles. Une tablette d’argile datant de 2000 avant J.-C. et retrouvée dans cette région fait état d’une collection de soixante-deux titres. Ces premières collections d’écrits rédigés sur des tablettes d'argile se développent en même temps que se diversifie leur utilisation ; les tablettes commencent alors à servir de support à des œuvres littéraires comme l'Épopée de Gilgamesh rédigée vers 2650 av. J.-C. et qui relate les hauts faits d’un roi d’Uruk.
C’est également en Mésopotamie que fut créée la première bibliothèque. Elle est l’œuvre du souverain babylonien, Hammourabi, connu pour avoir fait graver dans la pierre l’un des premiers textes juridiques, le Code de Hammourabi. Celui qui régna de 1792 avant J.-C. jusqu’aux alentours de 1750 avant J.-C. fit rassembler à Babylone une vaste collection d’écrits. Sa renommée traversa tant et si bien les siècles que plus d’un millénaire après sa mort, Bérose, lettré connu notamment pour avoir inventé le cadran solaire, rapporte dans une histoire de la civilisation rédigée sous Alexandre le Grand, que Babylone était jadis surnommée « la cité de Tous-les-livres ».

### À la Renaissance
Avant l’invention de l’imprimerie, la bibliophilie est un domaine réservé aux gens riches… Les manuscrits sont reliés d’ivoire, d’or, d’argent, de pierres précieuses ; le goût du faste n’a alors pas de limite. Les livres d’heures de personnages célèbres en sont la parfaite illustration. Les plus grandes « librairies » sont celles des papes d’Avignon, des rois et princes de France et, à partir du XIIe siècle, les bibliothèques monastiques.
Au XIVe siècle apparaissent les premières « librairies » privées et relativement ouvertes au sein des universités.
L'humanisme contribue à la Renaissance à l'essor de la bibliophilie et à la constitution de collections de livres. Cet essor se fait en trois phases. Au Trecento et qu début du Quattrocento, les premiers amateurs de livres sont des humanistes et philologues comme Pétrarque, Boccace ou Pic de la Mirandole qui essaient de retrouver les manuscrits dans les anciennes bibliothèques des monastères pour les lire dans le secret de leur cabinet d'études. Ensuite, les magnifiques collections des princes de l’Église, de l’État ou de riches marchands sont constituées pour l'intérêt de la rareté et de la splendeur des livres, plus que pour leur contenu. C'est l'époque où les plus grosses sommes sont dépensées pour la bibliophilie. Avec l'invention de l'imprimerie et la plus grande diffusion de l'écrit, une organisation plus complexe se met en place, destinée à mettre en valeur ces collections et à les accroitre grâce au rapport entre le prince et son marchand, comme le florentin Vespasiano da Bisticci qui sert plusieurs princes en fournissant leurs bibliothèques. Devenu le biographe de son client Fréderic de Montefeltro, il décrit sa collection comme l'une des plus belles d'Europe.
Dans la deuxième moitié du XIVe siècle, l'intérêt pour le grec est encouragé par l'apparition sur le marché du livre de nombreux ouvrages venus de Grèce et de Byzance. Les bibliophiles veulent enrichir leurs collections de ces manuscrits, même s'ils sont la plupart de temps incapables de les lire. Les traductions en latin se multiplient.
Durant le XIVe siècle, les grands bibliophiles possèdent quelques dizaines de livres (41 pour Clémence de Habsbourg) voire quelques centaines pour les plus riches (335 pour Jean de Berry).
Avec l’invention de Gutenberg et les influences artistiques venues d’Italie, les premiers critères de la bibliophilie se dessinent. La reliure commerciale apparaît au XVIe siècle avec les célèbres bibliophiles français Jean Grolier de Servières et Thomas Mahieu.
À la Révolution, les grandes bibliothèques de France sont dispersées.

### La bibliophilie moderne
Au XIXe siècle, parallèlement aux expériences d'Arts & Crafts, émerge en France toute une nouvelle école de la bibliophilie qui repense le livre à l'aune d'une collaboration étroite avec les peintres. Ces livres, dont la réalisation buta longtemps sur des problèmes techniques d'ordre reprographique, furent vendus par souscription et certaines expériences échouèrent d'un point de vue commercial. C'est ce que rappelle l'historien Yves Peyré, qui montre que cette forme de livre d'artiste collaborative où l'éminence est rendue aux peintres est née en France, à la fin du XIXe siècle, en particulier grâce à Stéphane Mallarmé et sa traduction du Corbeau d’Edgar Allan Poe, illustrée de gravures d'Édouard Manet.
Toutefois, ces ouvrages français, qui firent certes école, offraient encore la part trop belle aux éditeurs et aux écrivains.

### Bibliophiles et collection célèbres
Les 1 826 papyrus d'Herculanum découverts dans une villa romaine de la fin du Ier siècle forme la plus ancienne et la plus complète collection d'ouvrages (ici des volumens) retrouvée à ce jour[Quand ?] : elle semble avoir appartenu, aux descendants du consul Pison.
Au Moyen Âge, le roi Charles II le Chauve (823-877), était un « grand amateur de textes et de livres enluminés ». Saint Louis (1214-1270), fonde la première « librairie » royale, dont hérite en partie Charles V (1338-1380), véritable mécène, et fondateur de la bibliothèque de l'Hôtel Saint-Pol, ancêtre de la Bibliothèque nationale de France (près d'un millier d'ouvrages qui seront dispersés).
Aux débuts de la Renaissance italienne, princes et savants accumulent des ouvrages, tels à Florence, l'humaniste Niccolò Niccoli (1364-1437) et le banquier Palla Strozzi (1372-1462), ou en France Astruc de Sestier (ca. 1370-ca. 1439), un médecin juif d'Aix-en-Provence, célèbre bibliophile en son temps, qui s'intéressait aux sciences arabes. En 1499 est imprimé à Venise l'un des ouvrages les plus recherchés de tous les temps : l’Hypnerotomachia Poliphili : un siècle après son impression, les bibliophiles déjà s'évertuaient à le traquer.
Les humanistes encouragent les princes à constituer des bibliothèques. Certains des condottieres les plus célèbres, à la fortune vite acquise, comme Sigismond Malatesta, Galeazzo Visconti, Francesco Sforza ou Fréderic de Montefeltro qui constitue la plus importante collection de manuscrits de la Renaissance, peuvent acquérir des livres et protéger leurs auteurs. La bibliothèque fait alors partie de l'appareil idéologique voué à éblouir et à convaincre le peuple comme les lettrés.
Aux Temps modernes, sont réputés les collections françaises de Jean Grolier de Servières (1479-1565), surnommé « le prince des bibliophiles », de Thomas Mahieu (1520-1590) ou Jacques-Auguste de Thou (1553-1617), et sa « reliure à la fanfare », mais surtout Jules Mazarin (1602-1661), dont le fonds évalué à 30 000 ouvrages devait former le noyau de la bibliothèque Mazarine. En Angleterre, Thomas Bodley (1545-1613) passe la dernière partie de sa vie à accumuler des ouvrages puis offre sa bibliothèque à l'université d'Oxford. Grâce à la passion bibliophilique de John Bagford (1650-1716), au départ simple cordonnier, le British Museum possède aujourd'hui un fonds important de manuscrits médiévaux et d'incunables, que viendra compléter la collection Harley, constituée par Robert Harley (1661-1724) et son fils – soit près de 8 000 manuscrits.
Le Siècle des Lumières voit le niveau d'éducation des classes bourgeoises augmenter en même temps que le prix des livres s'abaisser : désormais la bibliophilie n'est plus l'apanage des princes et des proches du pouvoir et les premièrs ouvrages illustrés par des peintres destinés à des collectionneurs sont édités. Certaines bibliothèques privées françaises de cette époque sont réputés du fait de l'inventaire qui en fut effectué : ainsi celle de Jeanne Baptiste d'Albert de Luynes (1670-1736), comtesse de Verrue, mais aussi celle du marquis d'Argenson (1722-1787), dont le fonds devait former le noyau de la bibliothèque de l'Arsenal. Le fermier général et mécène Alexandre Le Riche de La Popelinière possédait en son château de Passy une collection d'ouvrages des plus prestigieuses. L'une des plus importantes collections privées reste celle de Louis-César de la Baume Le Blanc, duc de La Vallière, qui possédait jusqu'à 30 000 ouvrages.
Au tournant du XVIIIe siècle et du XIXe siècle, les collections de Henri Pascal de Rochegude (1741-1834), bibliophile albigeois, et du britannique Richard Heber sont parmi les plus importantes d'Europe : à la mort de ce dernier en 1833, l'inventaire fait état de près de 150 000 volumes, un record absolu, et qui fut dispersé aux enchères. C'est également en Angleterre qu'est fondé en 1812 l'une des premières association de bibliophiles, le Roxburghe Club, en hommage à John Ker, troisième duc de Roxburghe (1740-1804), possesseur de 10 000 volumes, principalement de et autour de Shakespeare.
En France, Jacques Charles Brunet (1780-1867), avec son supplément au Dictionnaire bibliographique des livres rares (1790) de Duclos et Cailleau inscrit la bibliophilie sur des bases plus scientifiques. Il est l'auteur du Manuel du libraire et de l’amateur de livres (1810) qui fait date. L'imprimeur et libraire Ambroise Firmin Didot (1790-1876), sans doute l'un des plus importants de son époque, était également bibliophile : c'est le britannique Henry Yates Thompson qui rachète une grande partie de sa collection, lequel est sans doute battu dans son désir d'accumulation par Sir Thomas Phillipps (1792-1872), surnommé « le plus grand collectionneur de livres connu à ce jour »[réf. souhaitée]. Sous le Second Empire, les collections du baron Jérôme Pichon (1812-1896) marquèrent toutes les mémoires lorsqu'elles furent vendues aux enchères en 1869 : il avait été formé par deux bibliophiles acharnés, Charles Nodier et Paul Lacroix dit « le Bibliophile Jacob », et fut président de la société des Bibliophiles françois de 1844 à 1894. L'époque fut marquée par les rapines du comte Libri (1803-1869), un érudit italien, qui n'hésita pas à voler plusieurs bibliothèques anciennes dont la Bibliothèque nationale de France.
Aux États-Unis, le premier bibliophile renommé est le président Thomas Jefferson (1743-1826) qui possédait à titre personnel près de 7 000 volumes, qu'il vendit à la Bibliothèque du Congrès.
En Russie, le grand-duc Alexandre Mikhaïlovitch (1866-1933), membre éminent de la famille Romanov, constitua la plus importante bibliothèque ayant trait à l'univers maritime de son temps. Contenu dans son palais de Saint-Pétersbourg, elle fut complètement détruite par l'incendie qui y fut mis lors de la Révolution bolchévique d'octobre 1917.

### Sociétés de bibliophiles
Dès le XIXe siècle, les bibliophiles ont pris l'habitude de se réunir au sein de sociétés d'amateurs.
Si cette mode a connu son apogée, au XXe siècle, dans l'entre-deux-guerres, certaines sociétés perdurent sous la forme d'associations sans but lucratif.

## Marché du livre de bibliophilie

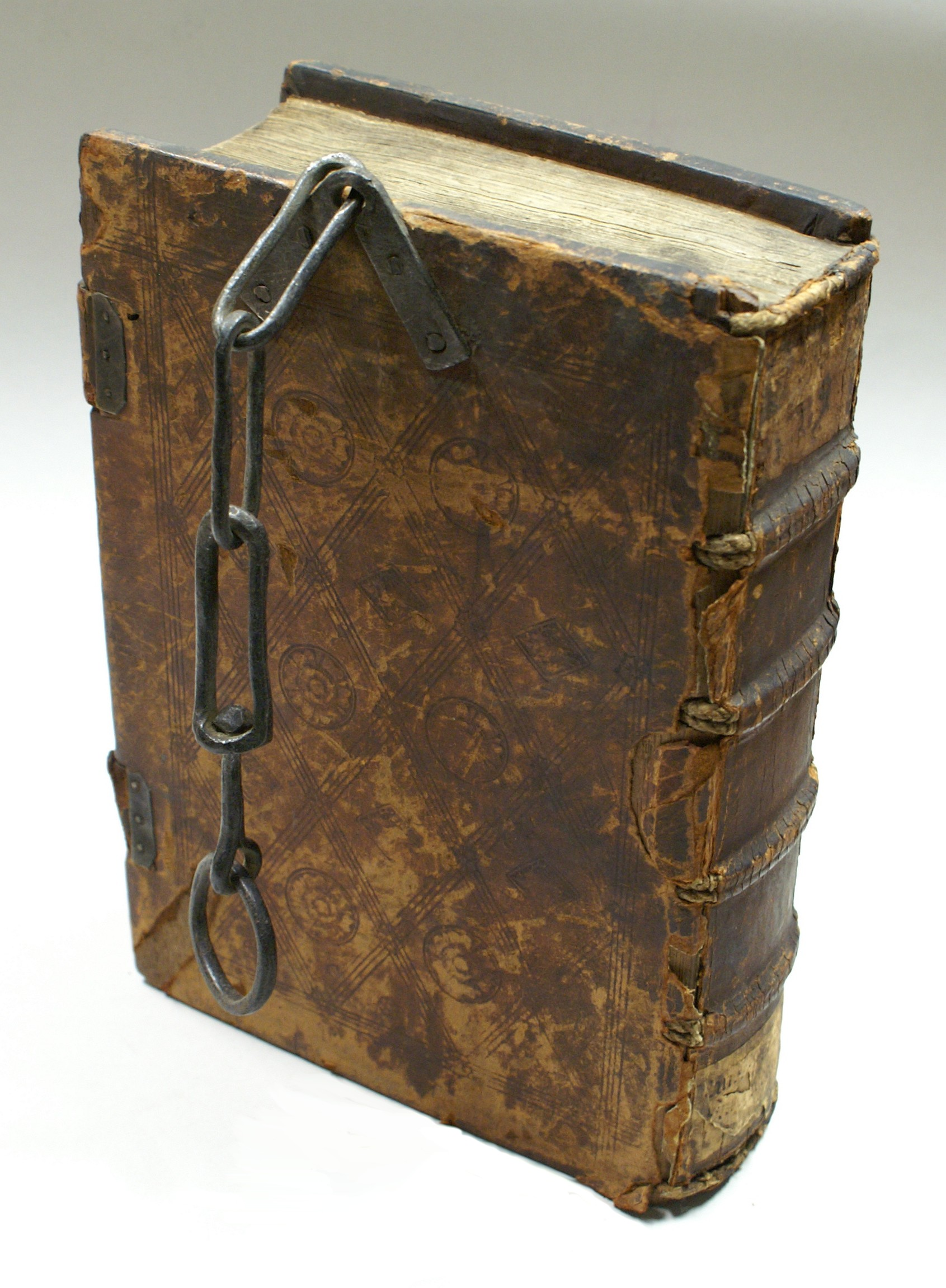
« Livre enchaîné » médiéval.

« Globalement », la bibliophilie est un marché qui se porte bien car il existe des collections pour toutes les bourses – y compris pour celles de l'État, des régions, des départements, des communes, etc. – et l'intérêt pour ce type de livres touche toutes les couches de la société. Malgré sa relative discrétion (il n'existe aucune statistique officielle et diffusée), le marché de la bibliophilie est aujourd’hui, en volume et en chiffre d'affaires, le troisième des marchés de l'art, derrière ceux de la peinture et de la sculpture. À souligner ici le rôle important que jouent, comme dans d'autres secteurs, les investisseurs institutionnels tels les Archives de France, la Bibliothèque nationale de France et d'autres bibliothèques ou institutions publiques[réf. nécessaire].
Il n’en reste pas moins que les livres sont aujourd’hui des objets régis par un véritable marché, instable pour certaines éditions, mais solide en ce qui concerne un certain nombre d’ouvrages dûment répertoriés. Faisant l’objet de moins d’échanges qu’au XIXe siècle (le siècle du renouveau de la bibliophilie), ce marché reste fortement actif aujourd’hui.
Le marché du livre ancien a donné lieu à une étude analytique couvrant les 2 000 000 de données disponibles sur le site ebibliophilie.com. Il en ressort plusieurs tendances récentes (en dehors des cas particuliers, légions en bibliophilie) :
- Les incunables (latin, grec) voient leur prix chuter rapidement (avec probablement la chute du nombre de lettrés capables de les lire).
- L’ensemble du marché suit bon gré mal gré l’inflation.
- Sur 120 ans, le comportement des évolutions de prix est proche de celui de l’or.
- Les maroquins aux armes subissent depuis quelques années une hausse significative.
- Les ouvrages haut de gamme ou uniques voient leur prix augmenter de près de 1 % par an, à l’inverse des ouvrages dont le prix est inférieur à 500 euros.

On observe qu’Internet agit comme un effet cliquet à la hausse pour les ouvrages recherchés aujourd’hui ; à l’inverse Internet favorise un comportement opportuniste pour les petits lots dont les prix s’érodent de façon significative.
Le marché est assez différent d'un pays à l'autre et l'attention des amateurs est essentiellement portée sur les ouvrages les plus représentatifs de la culture à laquelle ils appartiennent.

### Tendances nouvelles
Selon Jean-Baptiste de Proyart (expert chez Pierre Bergé & Associés - Drouot) :

« On peut rechercher des livres de poche comme les premières Série noire de chez Gallimard. Les éditions originales de James Bond sont extrêmement prisées aux États-Unis. »

Un exemplaire de l'Ulysse de James Joyce, imprimé à Paris, avec ses innombrables coquilles, peut valoir 60 000 dollars (40 000 euros).
Pour la période moderne, outre les grands classiques, on peut envisager de collectionner, suivant ses moyens :
- les bandes dessinées : Tintin (en noir et blanc, les plus prisés), Bécassine (avant 1930) ;
- Jules Verne (édition Hetzel des Voyages extraordinaires) ;
- les ouvrages diffusés par les clubs comme ceux du Club français du livre (notamment avec une maquette de Massin), du Club du meilleur livre ou ceux de La Guilde du Livre, au moins pour la période antérieure à 1960 ;
- certains titres du Livre de poche, particulièrement recherchés, tels ceux de Prévert dont le maquettiste fut Pierre Faucheux, le maître du graphisme moderne en France ;
- des catégories de reliure, telles celles de Mario Prassinos ou de Paul Bonet pour Gallimard (cartonnages de la NRF parfois appelés « cartonnages Bonet ou cartonnages Prassinos » ou « reliés Bonet-Prassinos » ), dont le marché est bien établi mais reste abordable[24].

Concernant ces domaines nouveaux, on parle de « petite bibliophilie ».
Enfin, la dénomination « bibliophilie contemporaine » fait référence au travail des artistes et des éditeurs autour du « livre d'artiste ».

### Livres parmi les plus précieux

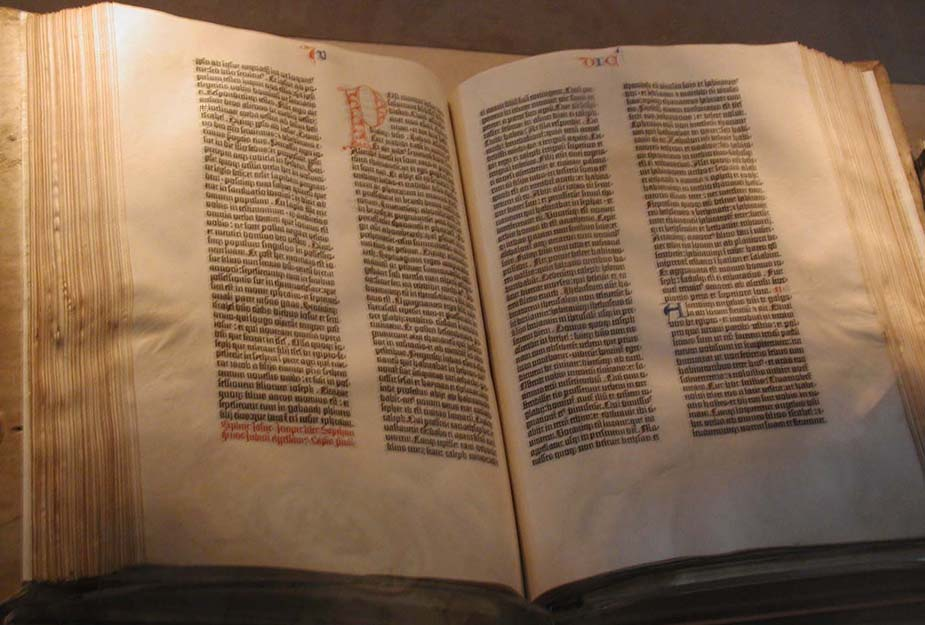
La Bible de Gutenberg.

- La Biblia Latina à 42 lignes de 1455 est le livre le plus recherché par les institutions et bibliophiles du monde entier. Le prix pour un exemplaire complet atteint les dix millions de dollars.
- Le Psalmorum Codex, dit « Psautier de Mayence », célèbre ouvrage imprimé par Johann Fust et Pierre Schoeffer à Mayence en 1457, réimprimé par eux en 1459. Cet ouvrage est considéré, avec les quatre livres imprimés par Gutenberg, comme l’un des livres les plus précieux de tous les temps.
- Le De revolutionibus orbium coelestium, traité de Nicolas Copernic, imprimé à Nuremberg en 1543 à 260 exemplaires, s'est vendu en 2008 à 2,2 millions de dollars chez Christie's[25].
- Un Don Quichotte, en première édition, ne peut être acquis pour moins de trois millions de dollars.
- Le Tamerlane and Other Poems, publié anonymement à Boston par Calvin F. S. Thomas pour Edgar Allan Poe en 1827 à cinquante exemplaires frôle le million de dollars[26].

#### Période contemporaine
- Association des relieurs du Québec
- Club français du livre
- Livre d'artiste
- Livre-objet
- Société de bibliophiles
- Thèmes
  - Pinocchio
  - Série noire

#### Quelques textes
- Charles Nodier, Le Bibliomane, nouvelle (avant 1844)
- Charles Asselineau, L’Enfer du bibliophile (1860)
- Antony Meray, Les Diverses Façons d’aimer les livres (1861)
- Jules Janin, L’Amour des livres (1866)
- Alphonse Lemerre, Le Livre du Bibliophile (2e éd. - 1874)
- Quel avenir pour le livre ancien ? par Alain Marchiset (2002), président d'honneur du Syndicat national de la librairie ancienne & moderne (SLAM)

#### Bases de données
- Theleme, Identification et description des livres anciens européens (XVe – XVIIIe siècle). Ressources imprimées et en ligne
- Biblissima, portail sur le patrimoine écrit du Moyen Âge et de la Renaissance en Occident, du VIIIe au XVIIIe siècle
- Le Magazine du Bibliophile et de l'amateur de manuscrits & autographes, site officiel
- Glossaire et dictionnaire de termes de bibliophilie, ILAB-LILA